# Dos días, una noche
Dos días, una noche (en francés: Deux jours, une nuit) es una película dramática belga-italo-francesa del año 2013, escrita y dirigida por los hermanos Luc y Jean-Pierre Dardenne.
Los principales actores son Marion Cotillard, Fabrizio Rongione, Catherine Salée, Olivier Gourmet y Christelle Cornil. La película fue seleccionada para competir por la Palma de Oro en la sección oficial del Festival de Cannes 2014. También fue seleccionada como la representante de Bélgica para el Premio de la Academia a la Mejor película extranjera en la 87.ª edición de los premios Óscar, y obtuvo una nominación en la categoría de Mejor actriz para Marion Cotillard.

## Sinopsis
En Seraing, una ciudad industrial próxima a Lieja, en Bélgica, Sandra (Marion Cotillard) es una joven esposa y madre que trabaja en una pequeña fábrica de paneles solares. Al padecer una depresión se ve obligada a pedir la baja laboral. Durante su ausencia, sus compañeros se dan cuenta de que son capaces de realizar los turnos de trabajo de Sandra haciendo horas extras, y la dirección de la fábrica les ofrece entonces una prima de 1.000 euros a cada uno si están de acuerdo, aunque ello suponga el despido de Sandra. Tras el alta, ésta descubre que su puesto de trabajo depende de la decisión de sus 16 compañeros, por lo que tiene que visitar a cada uno de ellos en el transcurso de un fin de semana para convencerles de que renuncien a la prima salarial que, sin embargo, necesita la mayoría para mantener a sus familias. Sandra tiene que librar, entonces, una dura batalla para conservar su puesto de trabajo antes de la votación definitiva que va a tener lugar el lunes por la mañana.

## Reparto
- Marion Cotillard como Sandra.
- Fabrizio Rongione como Manu.
- Olivier Gourmet como Jean Marc.
- Pili Groyne como Estelle.
- Simon Caudry como Maxime.
- Catherine Salée como Juliette.
- Batiste Sornin como M. Dumont.
- Myriem Akheddiou como Mireille
- Christelle Cornil como Anne.

## Producción
La película fue una producción belga con coproductores franceses e italianos. Fue producida por Les Films du Fleuve de Los Dardenne con la coproducción de la francesa Archipel 35, la italiana BIM Distribuzione y Eyeworks Cine y TV drama de Bélgica. Ha sido financiada por el Fondo Flamenco Audiovisual, RTBF y Centro del Cine y del Audiovisual. Se recibió €500.000 de Eurimages. El presupuesto total fue de siete millones de euros. El rodaje comenzó a finales de junio de 2013 en Seraing, Bélgica y terminó en septiembre del mismo año.

## Estreno
«Dos días, una noche» se estrenó en el Festival de Cannes 2014, el 20 de mayo. A lo largo del mismo año 2014 se estrenó en Francia el 21 de mayo a través de Diaphana, y en Bélgica el mismo día a través de Cinéart. Se proyectó en el Festival Internacional de Cine de Sídney el 9 de junio, y en el Festival de Cine de Múnich el 29 de junio. También se proyectó como película de clausura del Festival de Cine de Noruega el 20 de agosto. Se estrenó en América del Norte, en el Festival Internacional de Cine de Telluride, el 29 de agosto, y se proyectó en el Festival de Cine de Toronto el 9 de septiembre, en el Festival de Cine de Nueva York el 5 de octubre, en el Festival de Cine de Hamptons el 10 de octubre, en el Festival de Cine de Mill Valley el 11 de octubre, y en el Festival de Cine de Chicago el 16 de octubre. Fue la película de apertura del Festival de Cine de Valladolid el 18 de octubre, y se proyectó en el Festival de Cine de Savannah el 28 de octubre.
Artificial Eye la estrenó en el Reino Unido el 22 de agosto, y Sundance Selects distribuyó la película en los Estados Unidos el 24 de diciembre.

## Recepción crítica
Dos días, una noche recibió muy buenas críticas después de su estreno en el Festival de Cannes 2014 y la actuación de Marion Cotillard fue muy elogiada y obtuvo una ovación de pie de 15 minutos. Rotten Tomatoes dio a la película una puntuación de 94% basado en 51 críticas; los estados de consenso general dicen: "Otra obra que afecta profundamente a partir de los hermanos Dardenne, 'Dos días, una noche' entrega un mensaje oportuno con honestidad y compasión clara a los ojos." Metacritic le da a la película una puntuación de 92 sobre 100. La Revista Empire dio a la película 5 estrellas y la describió como "una película rara de simplicidad no forzada, con una actuación sobresaliente". The Hollywood Reporter alabó la película y declaró que Cotillard se encuentra junto a su mejor trabajo.
La película ganó el Premio de Cine de Sídney en el Festival de Cine de Sídney, "Por su maestría elegante narración, su dedicación a una visión del mundo ferozmente humanista super-realista, su valiente compromiso esencial con la solidaridad de la comunidad, y su celebración del poder de la mujer y la vitalidad" Dijo el presidente del jurado Rachel Perkins.
De The Guardian, Peter Bradshaw dio a la película 5 estrellas, elogiando en particular a Cotillard "rendimiento supremamente inteligente." David Rooney de The Hollywood Reporter dice: "Los hermanos Dardenne, especialistas en la intimidad sin adornos, suman otra lúcida contemplación a la cruda realidad social a su impresionante filmografía." Scott Foundas de Variety dice: "Los hermanos Dardenne incorporan a una estrella de cine y no pierden nada de su verosimilitud ni de su maravillosa capacidad de observación ofreciendo otra poderosa muestra de la vida de la clase obrera belga."

## Galería

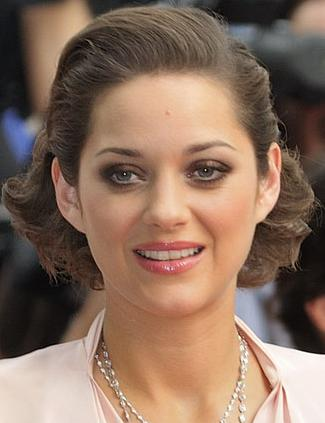
Marion Cotillard en 2009
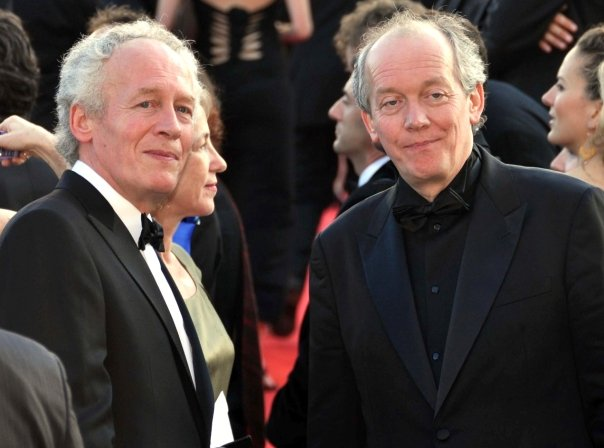
Jean-Pierre y Luc Dardenne

## Premios y nominaciones
| Año  | Categoría                        | Resultado |
| ---- | -------------------------------- | --------- |
| 2014 | Palma de Oro a la mejor película | Nominada  |

| Año  | Categoría      | Resultado |
| ---- | -------------- | --------- |
| 2014 | Mejor película | Ganadora  |

| Año  | Categoría                    | Resultado |
| ---- | ---------------------------- | --------- |
| 2014 | Mejor película internacional | Nominada  |

| Año  | Categoría                         | Resultado |
| ---- | --------------------------------- | --------- |
| 2014 | Espiga de Oro a la mejor película | Nominada  |

| Año  | Categoría                                 | Resultado |
| ---- | ----------------------------------------- | --------- |
| 2014 | EuroCinema Hawai'i Award / Mejor película | Nominada  |

| Año  | Categoría    | Persona           | Resultado |
| ---- | ------------ | ----------------- | --------- |
| 2014 | Mejor guion  | Hermanos Dardenne | Nominados |
| 2014 | Mejor actriz | Marion Cotillard  | Ganadora  |

| Año  | Categoría    | Persona          | Resultado |
| ---- | ------------ | ---------------- | --------- |
| 2015 | Mejor actriz | Marion Cotillard | Nominada  |

| Año  | Categoría               | Persona                          | Resultado |
| ---- | ----------------------- | -------------------------------- | --------- |
| 2015 | Mejor película          | Mejor película                   | Ganadora  |
| 2015 | Mejor dirección         | Hermanos Dardenne                | Ganadores |
| 2015 | Mejor guion             | Hermanos Dardenne                | Nominados |
| 2015 | Mejor actor             | Fabrizio Rongione                | Ganador   |
| 2015 | Mejor actriz secundaria | Christelle Cornil                | Nominada  |
| 2015 | Mejor actriz secundaria | Catherine Salée                  | Nominada  |
| 2015 | Mejor sonido            | Benoît De Clerck y Thomas Gauder | Nominados |
| 2015 | Mejor decorado          | Igor Gabriel                     | Nominado  |
| 2015 | Mejor montaje           | Marie-Hélène Dozo                | Nominada  |

| Año  | Categoría                 | Persona                   | Resultado |
| ---- | ------------------------- | ------------------------- | --------- |
| 2015 | Mejor película extranjera | Mejor película extranjera | Nominada  |
| 2015 | Mejor actriz              | Marion Cotillard          | Nominada  |

| Año  | Categoría                          | Persona                            | Resultado |
| ---- | ---------------------------------- | ---------------------------------- | --------- |
| 2015 | Mejor película                     | Mejor película                     | Nominada  |
| 2015 | Mejor película de habla no inglesa | Mejor película de habla no inglesa | Nominada  |
| 2015 | Mejor actriz                       | Marion Cotillard                   | Ganadora  |

| Año  | Categoría      | Persona          | Resultado |
| ---- | -------------- | ---------------- | --------- |
| 2015 | Mejor película | Mejor película   | Nominada  |
| 2015 | Mejor actriz   | Marion Cotillard | Nominada  |

| Año  | Categoría       | Persona           | Resultado |
| ---- | --------------- | ----------------- | --------- |
| 2015 | Mejor dirección | Hermanos Dardenne | Nominado  |
| 2015 | Mejor actriz    | Marion Cotillard  | Nominada  |

| Año  | Categoría                           | Resultado |
| ---- | ----------------------------------- | --------- |
| 2016 | Mejor película en lengua extranjera | Ganadora  |